# Étable
Étable är en kommun i departementet Savoie i regionen Auvergne-Rhône-Alpes i sydöstra Frankrike. Kommunen ligger i kantonen La Rochette som tillhör arrondissementet Chambéry. År 2018 hade Étable 403 invånare.

## Befolkningsutveckling
Antalet invånare i kommunen Étable
| Referens: INSEE |